# Göteborg Marvels 2022
Questa voce raccoglie le informazioni riguardanti i Göteborg Marvels nelle competizioni ufficiali della stagione 2022.

## Maschile

### Roster
| Roster dei Göteborg Marvels (2022) |
| --- |
| Quarterback - 14 Philip Antonsson - Philip Smith Running Back - 4 Ville Olsson - 20 Gabriel Magnusson RB/WR - 26 Devon Hallberg Wide Receiver - 11 Oliwer Andersson - 21 Simon Gustafsson - 40 Leon Silveira - 87 Kasper Ahlin - Adam Matsson - Felix Olsson Tight End - 97 Calle Walander Wettergren Offensive Linemen - 55 Julian Santana OT - 67 Mikael Perisic C - 70 Mikael Richardsson OG - Ludvig Haglund - Jonas Markus OG - Casper Sandin - Martin Thor - Rasmus Hagberg Defensive Linemen - 69 Emrik Behrens DT - 91 Phillip Mauritzson DE - Erik Abrahamsson - Jon Bergström - Nikola Pjanović Linebacker - 19 William Haugland - Nicklas Feiff - Hjalmar Persson - Jesper Sääf Defensive Back - 2 Tobias Asp - 24 Pedro Fernandez CB - 29 Carl Sahlberg - 32 Johan Cahlin - David Nergården - Love Pålsson - Måns Åberg Special Team , * Ludwig Aronsson - Filip Cromdal - Jonatan Eek - Alvin Gustafsson - Alfons Halvardsson - Leo Hammarén - Carlos Jakobsson - Linus Jensen - Simon Johansson - Carl Stålberg - Kenneth Södersved - Simon Utterström nella squadra d'allenamento Coaching staff Sebastian Johansson (HC) |

### Division 1 för herrar 2022

#### Stagione regolare
| Kviberg 16 aprile 2022, ore 15:00 1ª giornata | Göteborg Marvels | 38 – 0 referto | Helsingborg Jaguars | Plan 5 - Hybridplan |

| Kviberg 23 aprile 2022, ore 15:00 2ª giornata | Göteborg Marvels | 16 – 32 referto | Kristianstad Predators | Plan 5 |

| Ystad 30 aprile 2022, ore 15:00 3ª giornata | Ystad Rockets | 25 – 20 referto | Göteborg Marvels | Sandskogens IP |

| Kviberg 7 maggio 2022, ore 13:00 4ª giornata | Göteborg Marvels | 20 – 9 referto | Limhamn Griffins | Plan 5 |

| Helsingborg 21 maggio 2022, ore 13:00 6ª giornata | Helsingborg Jaguars | 6 – 42 referto | Göteborg Marvels | Norvalla IP 3 |

| Kristianstad 28 maggio 2022, ore 15:00 7ª giornata | Kristianstad Predators | 21 – 29 referto | Göteborg Marvels | Kristianstad Fotbollsarena |

| Kviberg 4 giugno 2022, ore 13:00 8ª giornata | Göteborg Marvels | 25 – 6 referto | Ystad Rockets | Plan 5 |

| Malmö 12 giugno 2022, ore 13:00 9ª giornata | Limhamn Griffins | 31 – 6 referto | Göteborg Marvels | Hästhagens IP |

#### Playoff
| Märsta 3 luglio 2022, ore 13:00 Finale promozione | Arlanda Jets | 18 – 16 referto | Göteborg Marvels | Midgårdsvallen |

### Statistiche di squadra
| Competizione | %Vittorie | In casa | In casa | In casa | In casa | In casa | In casa | In trasferta | In trasferta | In trasferta | In trasferta | In trasferta | In trasferta | Totale | Totale | Totale | Totale | Totale | Totale |
| Competizione | %Vittorie | G       | V       | N       | P       | Pf      | Ps      | G            | V            | N            | P            | Pf           | Ps           | G      | V      | N      | P      | Pf     | Ps     |
| ------------ | --------- | ------- | ------- | ------- | ------- | ------- | ------- | ------------ | ------------ | ------------ | ------------ | ------------ | ------------ | ------ | ------ | ------ | ------ | ------ | ------ |
| Campionato   | .625      | 4       | 3       | 0       | 1       | 99      | 47      | 4            | 2            | 0            | 2            | 97           | 83           | 8      | 5      | 0      | 3      | 196    | 130    |
| Playoff      | .000      | 0       | 0       | 0       | 0       | 0       | 0       | 1            | 0            | 0            | 1            | 16           | 18           | 1      | 0      | 0      | 1      | 16     | 18     |
| Totale       | .556      | 4       | 3       | 0       | 1       | 99      | 47      | 5            | 2            | 0            | 3            | 113          | 101          | 9      | 5      | 0      | 4      | 212    | 148    |